# زمریالی طرزی
پروفسور زَمِریالَی طَرزی باستان‌شناس و پژوهشگر از قوم پشتون و استاد در دانشگاه استراسبورگ فرانسه است. 
او در سال ۱۹۳۹ میلادی در کابل زاده شد، و تحصیلات خود را در لیسه استقلال به پایان رسانید. در سال ۱۹۶۰ میلادی برای گرفتن دیپلم لیسانس و فوق لیسانس به فرانسه رفت. وی در سال ۱۹۷۲ میلادی دُکترای خود را در رشته باستان‌شناسی از فرانسه به‌دست آورد و در بازگشت به افغانستان به سمت آمِر (سرپرست) عمومی باستان‌شناسی و حفظ آبدات (آثار و بتاها) تاریخی مقرر شد. در سال ۱۹۷۲ میلادی دوباره به فرانسه رفت و دکترای دوم و سوم خود را به‌دست آورد.
زمریالی طرزی از سال ۱۹۷۹ مضمون باستان‌شناسی عمومی خاور میانه را در دانشگاه استراسبورگ تدریس می‌کند. وی از سال ۲۰۰۲ میلادی به این طرف همچنین مسوولیت هیئت باستان‌شناسی فرانسه را در بامیان به عهده دارد. در زمان اقامت خود در افغانستان در ساحات باستانی هده در بامیان حفاری‌های زیادی انجام داد.
از پروفسور طرزی تاکنون بیش از هشتاد کتاب و مقاله علمی و پژوهشی در مورد مسایل باستان‌شناسی به نشر رسیده‌است. همچنین او صدها سخنرانی در کشورهای مختلف جهان انجام داده‌است. چندین فیلم مستند نیز در مورد بامیان و تاریخ آن به کمک پروفسور طرزی ساخته شده‌است.